# Marie Schöneburg

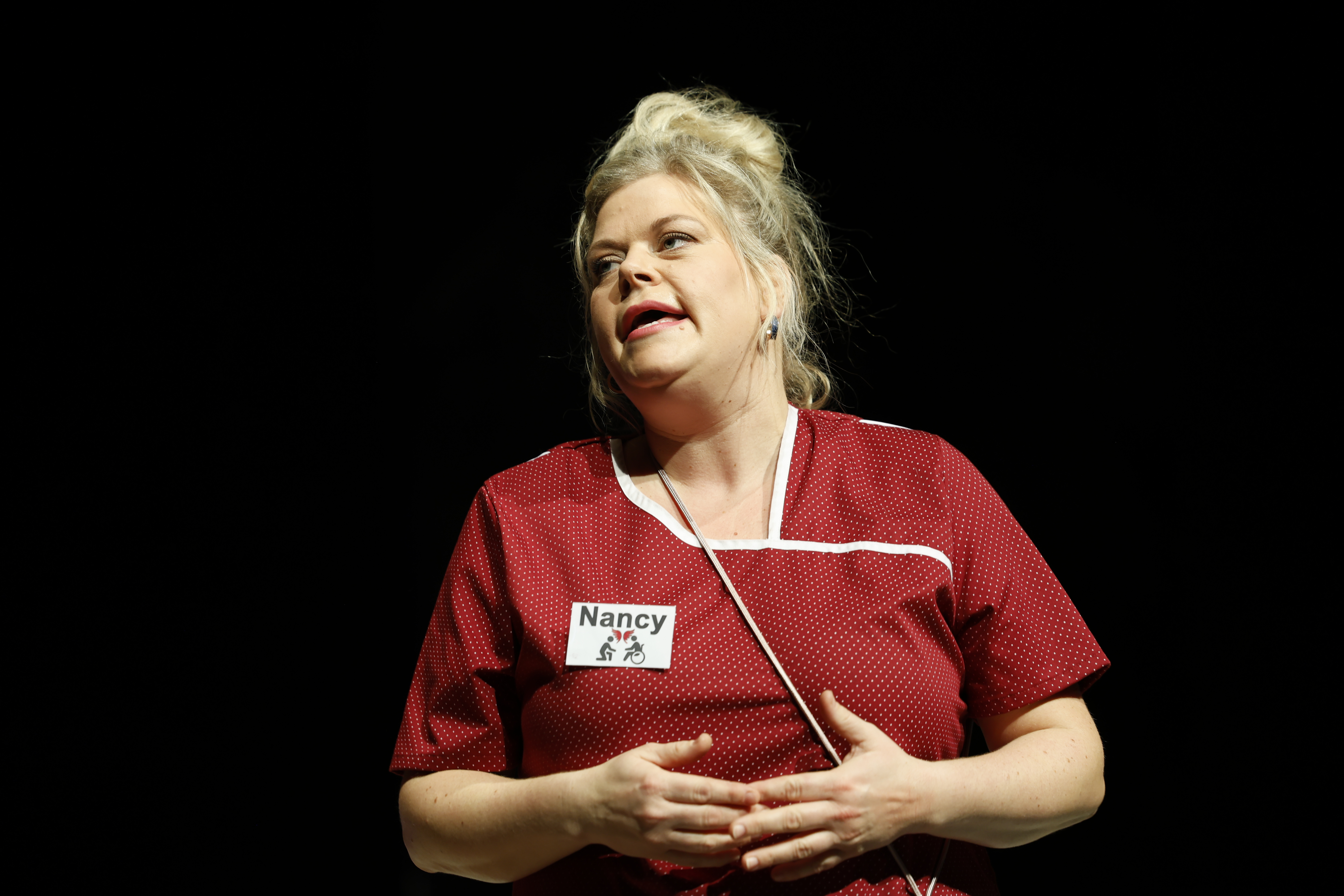
Schöneburg als Nancy im Schlosspark Theater (2023)

Marie Schöneburg (* 28. September 1983 in Potsdam-Babelsberg) ist eine deutsche Schauspielerin.

## Leben
Marie Schöneburg, die als jüngste Tochter auf der Insel Töplitz aufwuchs, ist die Enkelin von Alfred Steinbrenner, einem deutschen Schauspieler, Opernsänger und Synchronsprecher. Sie ist verwandt mit Volkmar Schöneburg.
Von 2006 bis 2010 erhielt sie am Mozarteum in Salzburg ihre Schauspielausbildung.
Bereits während ihrer Ausbildung spielte sie am Salzburger Landestheater („Bernarda Albas Haus“ und „Mama Muh“) und am Theater im Central („Auf der Greifswalder Straße“, „Kasperlmaterial“, „Die Nacht singt irre Lieder“ u. a.). Nach ihrem Abschluss lernte sie im Alten Schauspielhaus in Stuttgart bei den Proben von „Endstation Sehnsucht“ Folke Braband kennen, mit dem sie in Berlin wieder zusammenarbeitete. 2010 spielte sie am BAT, der Studiobühne der Ernst Busch Hochschule in Berlin, in „Einer wie ich würde mich vom Springen auch nicht abhalten“, was auch 2011 während der Salzburger Festspiele im Rahmen der „Young Actors Week“ aufgeführt wurde.
2012 und 2013 spielte sie neben Andreas Schmidt, Oliver Mommsen und Nicola Ransom an der Komödie am Kurfürstendamm in Berlin in Fettes Schwein ihre erste Titelrolle mit der Figur der Helen.
Ihren ersten größeren Fernsehauftritt in einer Hauptrolle hatte sie in Frauenherzen (2014).
Seit 2023 ist sie einem größeren TV-Publikum durch ihre Rolle der Polizeihauptkommissarin Hanna Kowollik als Nachfolgerin (offiziell zunächst Schwangerschaftsvertretung) von Sarina Radomski (PHK Paula Sprenger) in der ARD-Vorabendserie WaPo Berlin bekannt. 
Marie Schöneburg hat zwei Kinder.

## Theater (Auswahl)
- 2007: Die Reise von Klaus und Edith zum Mittelpunkt der Erde (Gelbe), Regie: Simon Paul Schneider, Theater Central Salzburg
- 2007: Die Stadt singt irre Lieder, Regie: Wolfgang Pillinger, Theater Central Salzburg
- 2007: Bernarda Albas Haus (diverse), Regie: Frank Hellmund, Salzburger Landestheater
- 2008: Kasperlmaterial (Löwe), Regie: Barbara Theobaldt, Theater Central Salzburg
- 2008: Fiasko II (Betty), Regie: Pierre Byland, Theater Central Salzburg
- 2009: Auf der Greifswalder Straße (Babsi, Simona), Regie: Peter Kleinert, Theater Central Salzburg
- 2009–2010: Mama Muh (Titelrolle), Regie: Gunilla Hällström, Salzburger Landestheater
- 2010: Endstation Sehnsucht (Eunice), Regie: Folke Braband, Altes Schauspielhaus Stuttgart
- 2010: Einer wie ich würde mich vom Springen auch nicht abhalten, Regie: Korbinian Schmidt, BAT Berlin
- 2012–2013: Fettes Schwein (Helen), Regie: Folke Braband, Komödie am Kurfürstendamm Berlin

## Filmografie (Auswahl)
- 2006: Neubeginn, Kurzfilm, HFF Potsdam, Regie: Lena Vogel
- 2008: Tripsters, Kurzfilm, Fachhochschule Salzburg, Regie: Diether Primig
- 2010: Fleisch, Kurzfilm, Filmakademie Ludwigsburg, Regie: Kerstin Laudascher
- 2010: Crashkurs, Kurzfilm, dffb, Regie: Anika Wangard
- 2013: Der Kuckuck und der Esel, Kinofilm, Regie: Andreas Arnstedt
- 2013: Fluss des Lebens – Wiedersehen an der Donau, Spielfilm, ZDF, Regie: Torsten C. Fischer
- 2014: Frauenherzen, Spielfilm, Sat.1, Regie: Sophie Allet Coche
- 2014: Öl, Spielfilm, HR, Regie: Niki Stein
- 2015: Block B – Unter Arrest, Serie, RTL, Regie: diverse
- 2017: Bella Block: Stille Wasser (ZDF)
- 2018: Klassentreffen 1.0
- 2019: Gegen die Angst
- 2020: Louis van Beethoven (Fernsehfilm)
- seit 2020: Ostfrieslandkrimi
  - 2020: Ostfriesengrab
  - 2021: Ostfriesenangst
  - 2022: Ostfriesensühne
  - 2023: Ostfriesenmoor
  - 2023: Ostfriesenfeuer
  - 2024: Ostfriesenschwur
  - 2024: Ostfriesennacht
  - 2025: Ostfriesenfluch
  - 2025: Ostfriesenhölle
- 2021: In aller Freundschaft – Die jungen Ärzte (Fernsehserie, Folge Trübe Sinne)
- 2021: Meeresleuchten
- 2021: Die Jägerin – Nach eigenem Gesetz
- 2021: Gefährliche Wahrheit
- 2022: Völlig meschugge?! (Fernsehserie)
- 2023: Wolfswinkel (Fernsehfilm)
- seit 2023: WaPo Berlin (Fernsehserie)
- 2025: Marzahn Mon Amour